# Charles William Stubbs
Charles William Stubbs (1845. szeptember 3. – 1912. május 4.) angol lelkész.
Liverpoolban született, és számos posztot betöltött. Plébános volt Wavertree-ben és Granborough-ban. Nagyon érdekelte a csoportban dolgozás és a társadalmi kérdések. Mind politikai, mind teológiai értelemben liberális felfogást követett.
1906-ban Truro püspökévé nevezték ki.

## Válogatott munkái
- Cambridge and its Story (1912)
- Co-operation & Owenite Socialist Communities/The Land and the Labourers (1884)
- The Land and the Labourers (1893)
- Charles Kingsley and the Christian Social Movement (1899)
- Social Teachings of the Lord's Prayer (1900)
- The Christ of English Christian Poetry (1906)
- Cambridge and its Story (1912)
- Hymns, including Christ was born on Christmas Night and Carol of King Cnut